# G20
G20 (G-20, Group of Twenty) je skupina největších ekonomik světa představovaná ministry financí a guvernéry centrálních bank, tj. členy je 19 států a Jednotný vnitřní trh Evropské unie. Na periodických schůzkách se také scházejí jejich nejvyšší exekutivní představitelé – předsedové vlád či hlavy států. Celkově ekonomiky G20 představují 85 % světového hrubého domácího produktu, 80 % mezinárodního obchodu a dvě třetiny světové populace.
Od roku 2008 se skupina setkává jednou za šest měsíců. 26. až 27. června 2010 se uskutečnilo zasedání v Torontu a zatím poslední setkání proběhlo 28. a 29. června 2019 v Osace, Japonsku. Od roku 2011 se frekvence schůzek snížila na jeden rok. Na zasedání v Pittsburghu bylo dohodnuto, že G20 se stane hlavním koordinátorem světové ekonomiky namísto G8.
Bývalý francouzský prezident Nicolas Sarkozy v roce 2010 navrhl ustavení stálého sekretariátu G-20. Jeho sídlem by se mohla stát Paříž nebo Soul. Tento návrh podpořila Čínská lidová republika a Brazílie, proti byly Japonsko a Itálie. Jižní Korea předložila alternativní návrh se zavedením „kybernetického sekretariátu“.
V roce 2023 se Africká unie stala 21. členem.

## Členové
| Světadíl nebo region | Člen                   | HDP (nominální) milionů USD | HDP (PPP) milionů USD | Populace      |
| -------------------- | ---------------------- | --------------------------- | --------------------- | ------------- |
| Afrika               | Jižní Afrika           | 288 199                     | 758 123               | 53 699 500    |
| Jižní Amerika        | Argentina              | 310 065                     | 584 392               | 40 134 425    |
| Jižní Amerika        | Brazílie               | 1 574 039                   | 2 013 186             | 192 088 765   |
| Severní Amerika      | Kanada                 | 1 336 427                   | 1 281 064             | 34 088 000    |
| Severní Amerika      | Mexiko                 | 874 903                     | 1 465 726             | 111 211 789   |
| Severní Amerika      | Spojené státy americké | 14 256 275                  | 14 256 275            | 309 173 000   |
| Jihovýchodní Asie    | Indonésie              | 539 337                     | 962 471               | 231 369 500   |
| Jihozápadní Asie     | Saúdská Arábie         | 369 671                     | 593 385               | 25 721 000    |
| Jižní Asie           | Indie                  | 1 235 975                   | 3 526 124             | 1 180 251 000 |
| Východní Asie        | Čína                   | 4 908 982                   | 8 765 240             | 1 338 612 968 |
| Východní Asie        | Japonsko               | 5 068 059                   | 4 159 432             | 127 390 000   |
| Východní Asie        | Jižní Korea            | 832 512                     | 1 364 148             | 50 060 000    |
| Eurasie              | Rusko                  | 1 442 406                   | 3 866 332             | 146 327 297   |
| Eurasie              | Turecko                | 615 329                     | 880 061               | 72 561 312    |
| Evropa               | Evropská unie          | 16 447 259                  | 14 793 979            | 501 259 840   |
| Evropa               | Francie                | 2 675 951                   | 2 108 228             | 65 447 374    |
| Evropa               | Německo                | 3 351 742                   | 2 806 226             | 81 757 600    |
| Evropa               | Itálie                 | 2 118 264                   | 1 740 123             | 60 325 805    |
| Evropa               | Spojené království     | 2 183 607                   | 2 139 400             | 62 041 708    |
| Oceánie              | Austrálie              | 997 201                     | 851 170               | 22 328 632    |